# كريستين (فلم)
كريستين (بالإنجليزية: Christine) هو فيلم سيرة درامي أمريكي-بريطاني من إخراج أنطونيو كامبوس سنة 2016، وبطولة ريبيكا هول في دور المذيعة التلفزيونية «كريستين تشوبوك».

## القصة
الفيلم يحكي قصّةً حقيقية بطلتها كريستين تشوبوك، واحدة من المراسلات الإخباريات في ساراسوتا بفلوريدا، التي عانت من مرض الاكتئاب فترة، من جهة بسبب وحدتها الشديدة ومن أخرى لشعورها أن طموحاتها أكبر بكثير مما وصلت إليه خاصةً في ظل السياسات الإعلامية العقيمة والمُحبطة وقتها. ورغم محاولات كريستين لتجاوز الشعور بالوحدة أو على الأقل التعايش معه، فإنها كانت دائمًا تفشل، لتشعر بالمزيد من الخذلان، خذلانها لنفسها وخذلان العالم لها، الأمر الذي دفعها لاتخاذ قرار بإنهاء حياتها.
ولفعل ذلك بشكل سليم وتفانيًا منها باتباع الفكرة؛ ادَّعَت قيامها بعمل تقرير عن طرق الانتحار المختلفة لتتحدث مع مجموعة من الضباط لمعرفة معلومات دقيقة عن طرق الانتحار. وفي 15 يوليو 1974 وبعد قراءة كريستين بعض التقارير الإخبارية على الهواء مباشرةً، قامت بالانتحار بالفعل بإطلاق النار على نفسها في حادث وصفته هي قبل تنفيذه بثوانٍ بكونه أول حادث انتحار على الهواء.

## روابط خارجية
- مقالات تستعمل روابط فنية بلا صلة مع ويكي بيانات

لا توجد روابط لمواقع التواصل الاجتماعي.